# Scorff
Le Scorff (Skorf en breton) est un fleuve côtier français  qui coule dans le département du Morbihan, en région Bretagne.

## Hydronyme
Attesté Scorvi en 1280 dans Pons Scorvi. Ce nom breton signifie « décharge d'un étang », soit, en termes hydrologiques, un émissaire.

## Géographie

### Description de son cours
La longueur de son cours est de 78,6 km dont 12 km d'estuaire. 
Il prend sa source selon l'IGN sur la commune de Ploërdut (dans le département du Morbihan) à proximité du village de Penhoat-Bihan à une altitude de 234 m. Un embranchement du cours d'eau  qui prend sa source sur la commune de Mellionnec près du village de Saint-Auny est parfois considéré comme sa branche-mère. Il traverse le Morbihan en passant par Langoëlan, Guémené-sur-Scorff, Lignol, Plouay et Pont-Scorff. Son cours suit une orientation générale nord-sud mais il coule tantôt vers le sud-est, tantôt vers le sud-ouest, tantôt vers le sud. Il coule même un moment vers le nord-ouest après avoir décrit un grand coude à mi-parcours à la hauteur de la forêt de Pontcallec. Il en résulte que son cours atteint depuis sa source jusqu'à son embouchure une longueur de 78 km alors que la distance parcourue en ligne droite n'est que de seulement 45 km. Il marque la limite entre les départements du Morbihan et du Finistère sur la partie la plus occidentale de son cours (il sert de limite entre les communes de Guilligomarc'h et Arzano situées rive droite dans le Finistère et la commune de Plouay située rive gauche dans le Morbihan). À partir de Pont-Scorff, l'influence des marées commence à se faire sentir et son lit s'élargit considérablement. Il forme alors une ria sur les 12 derniers kilomètres qui lui reste à parcourir. Il finit sa route entre les villes de Lorient, située sur sa rive droite, et de Lanester, située sur sa rive gauche. À cet endroit, plus de 250 mètres séparent ses deux rives et sa profondeur atteint 8 mètres. Ses eaux rejoignent celles du Blavet dans la rade de Lorient.
Il passe les moulins de Quelen (Milin ar Kelenn = Moulin du Houx), du Paradis (Milin ar Baradoz), de Tronscorff (Milin Draoñ Scorv = Moulin de la vallée du Scorff), de Nicol, de Milin vras, Pont bihan...

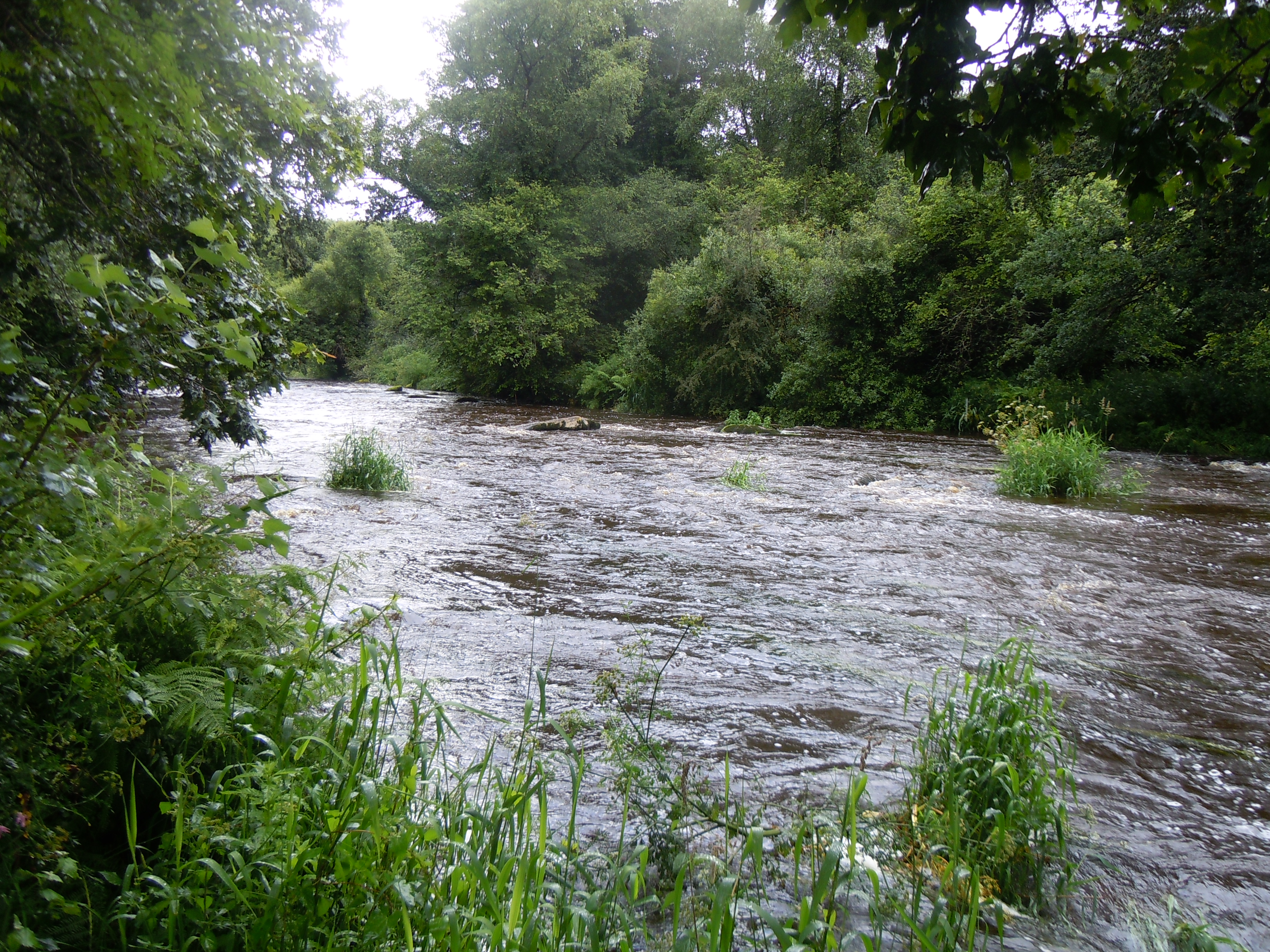
Le Scorff dans la forêt de Pontcallec.
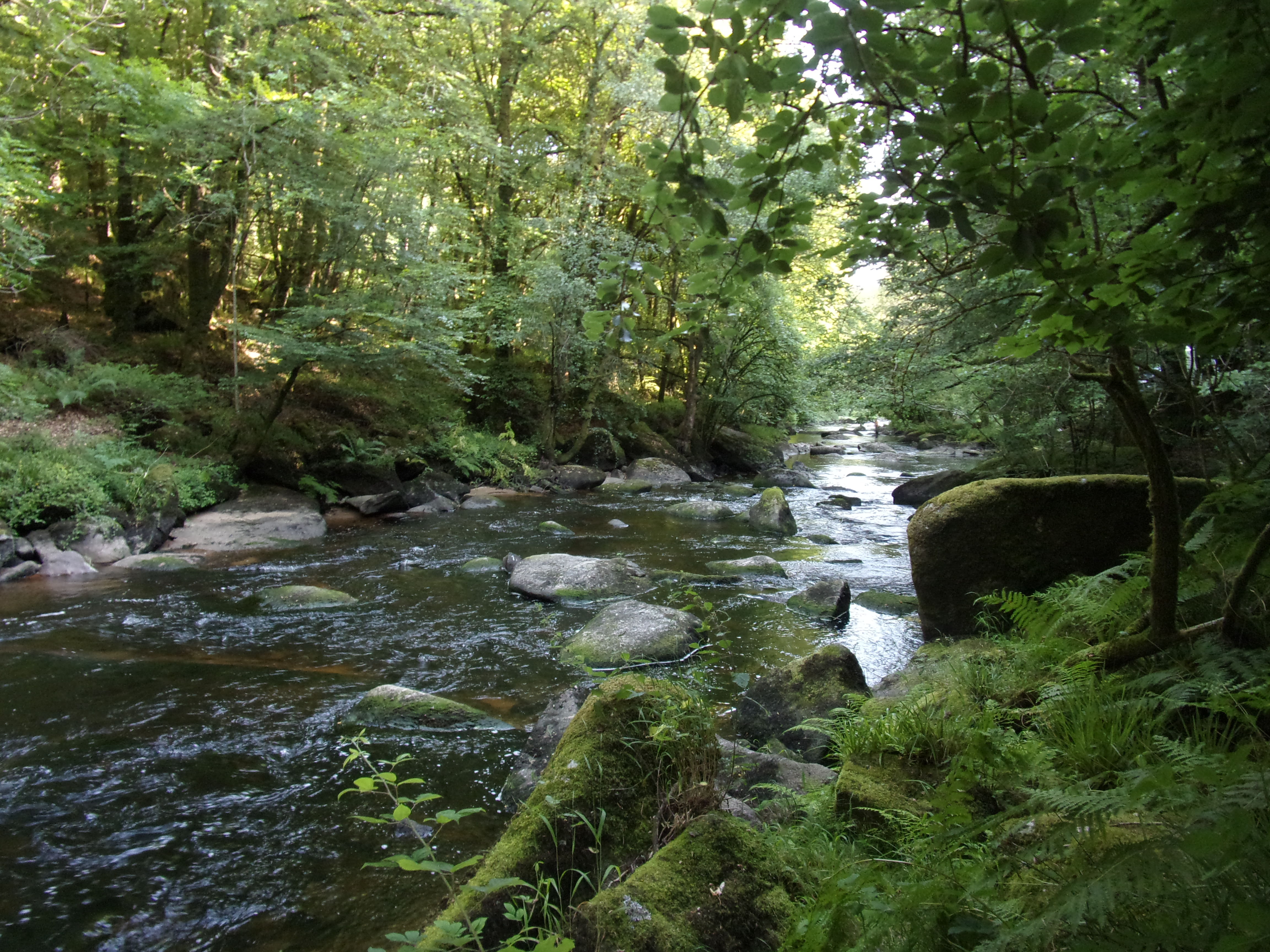
Le Scorff dans la forêt de Pontcallec (chaos rocheux).

### Bassin
Le bassin versant du Scorff présente une forme allongée puisqu'il s'étire suivant un axe Nord-Sud depuis les confins des départements du Morbihan et des Côtes-d'Armor jusqu'à la rade de Lorient. Il est situé à l'étroit entre les bassins de la Laïta à l'ouest et du Blavet à l'est. La moitié supérieure de son bassin englobe la plus grande partie du Pays Pourlet tandis que la moitié inférieure appartient au Pays de Lorient.

### Organisme gestionnaire
L'organisme gestionnaire est le syndicat du bassin du Scorff, situé à Cléguer.

## Affluents

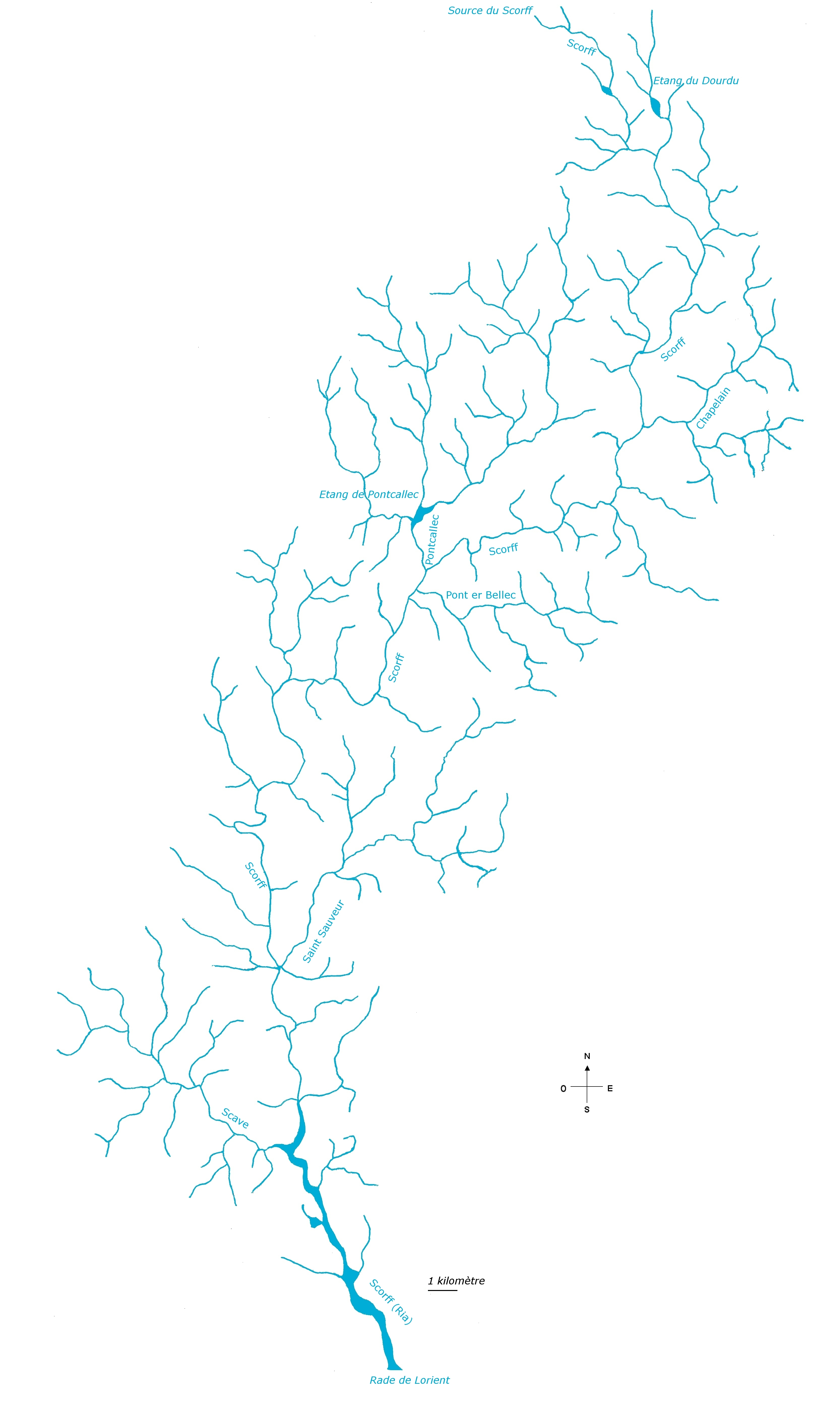
Le cours du Scorff et de ses principaux affluents.

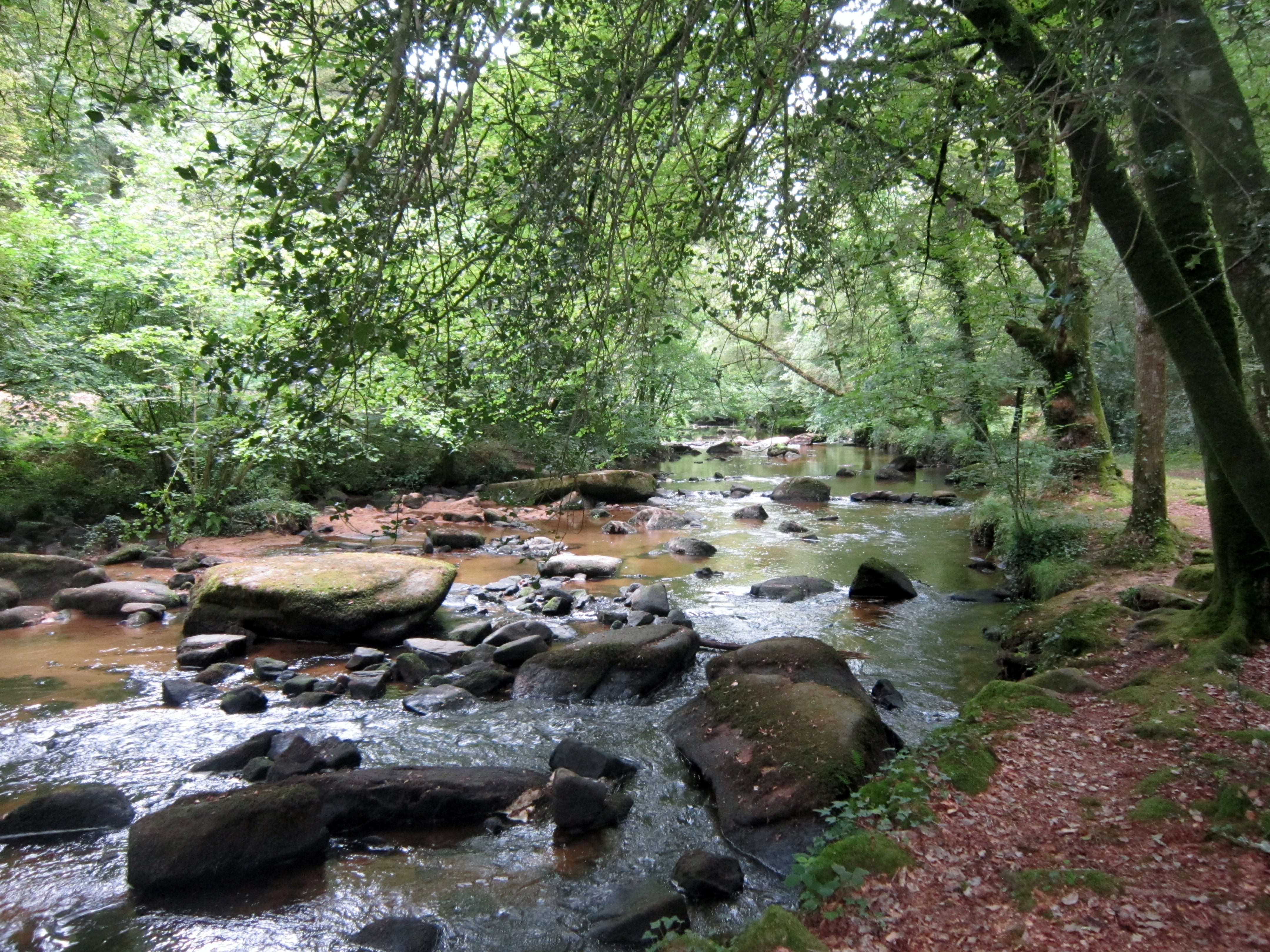
La rivière de Pontcallec, en aval de l'ancien étang de Pontcallec et juste en amont de sa confluence avec le Scorff.

Le Scorff reçoit un grand nombre d'affluents constitué de 475 km de ruisseaux permanents (selon DDAF 56) et de 200 km de ruisseaux semi permanents. La principale raison en est la nature géologique des roches du sous-sol de son bassin, constituées majoritairement de granites et de micaschistes. Ces roches sont imperméables et favorisent donc le ruissellement des eaux en surface. 
Le SANDRE recense 50 affluents du Scorff d'une longueur égale  ou supérieure à 1 km dont 30 dépassent les 2 km et 13  les 5 km . Le plus long d'entre eux est le Dourduff également appelé ruisseau de Kerustang ou rivière de Pontcallec.
Le Scorff est grossi d'amont en aval par les eaux des cours d'eau suivants :

### Rive droite
- le ruisseau de Maçon en Dour , 2,9 km
- le Dourduff, 18,8 km
- le ruisseau de Kerloas, 6,7 km
- le ruisseau de Kernevez, 7,3 km
- le ruisseau de Penlan, 6,3 km
- le Scave, 14,2 km

### Rive gauche
- le ruisseau du Moulin de Pont Houarn , 6,3 km
- le ruisseau du Chapelain, 11,1 km
- le ruisseau de Saint-Vincent, 6,8 km
- le ruisseau de Pont er Bellec, 8,5 km
- le ruisseau de Saint-Sauveur, 15,7 km

Le Scave se jette dans le Scorff au niveau de son estuaire.

Estuaire au Pont-Brulé
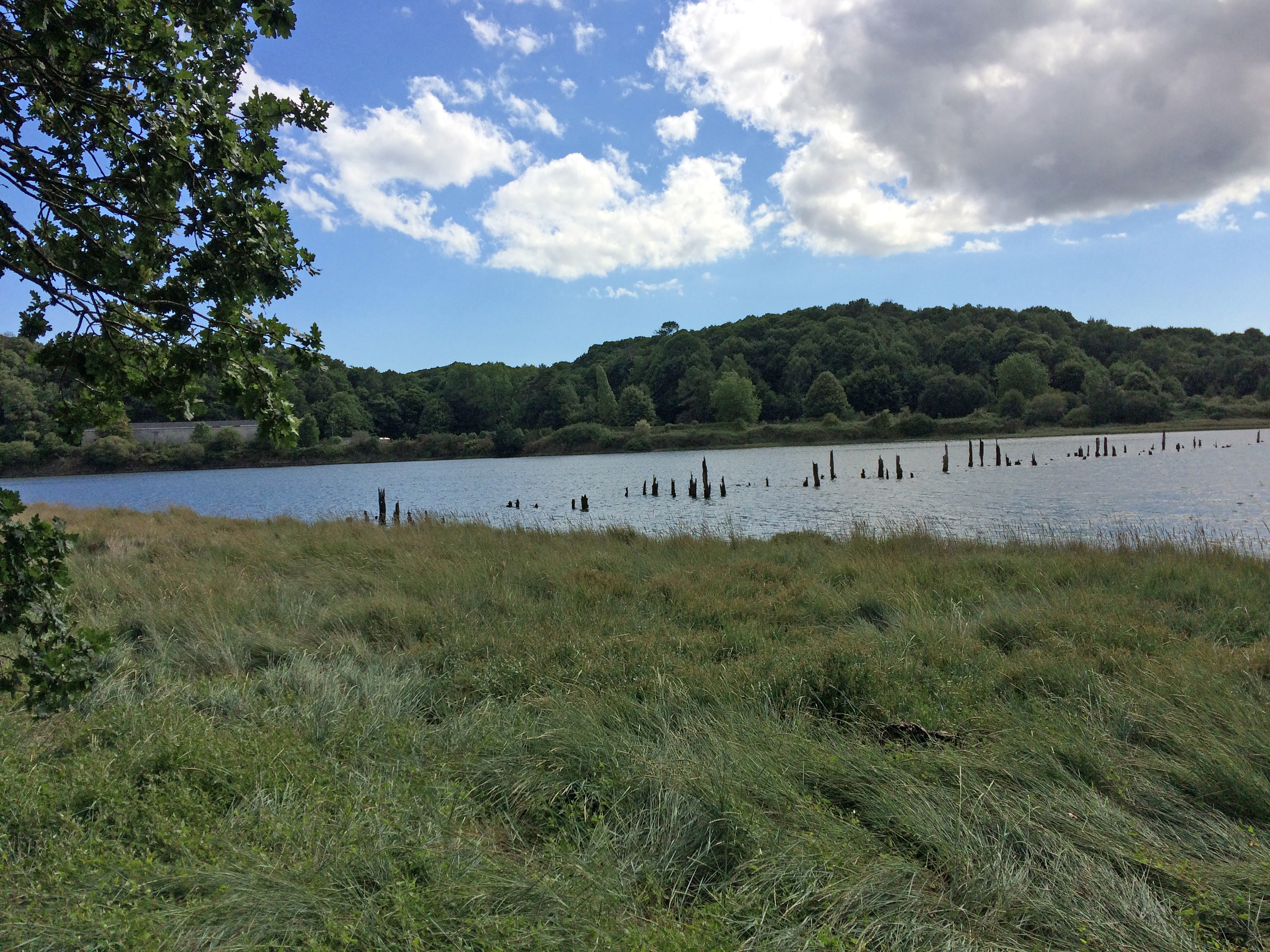
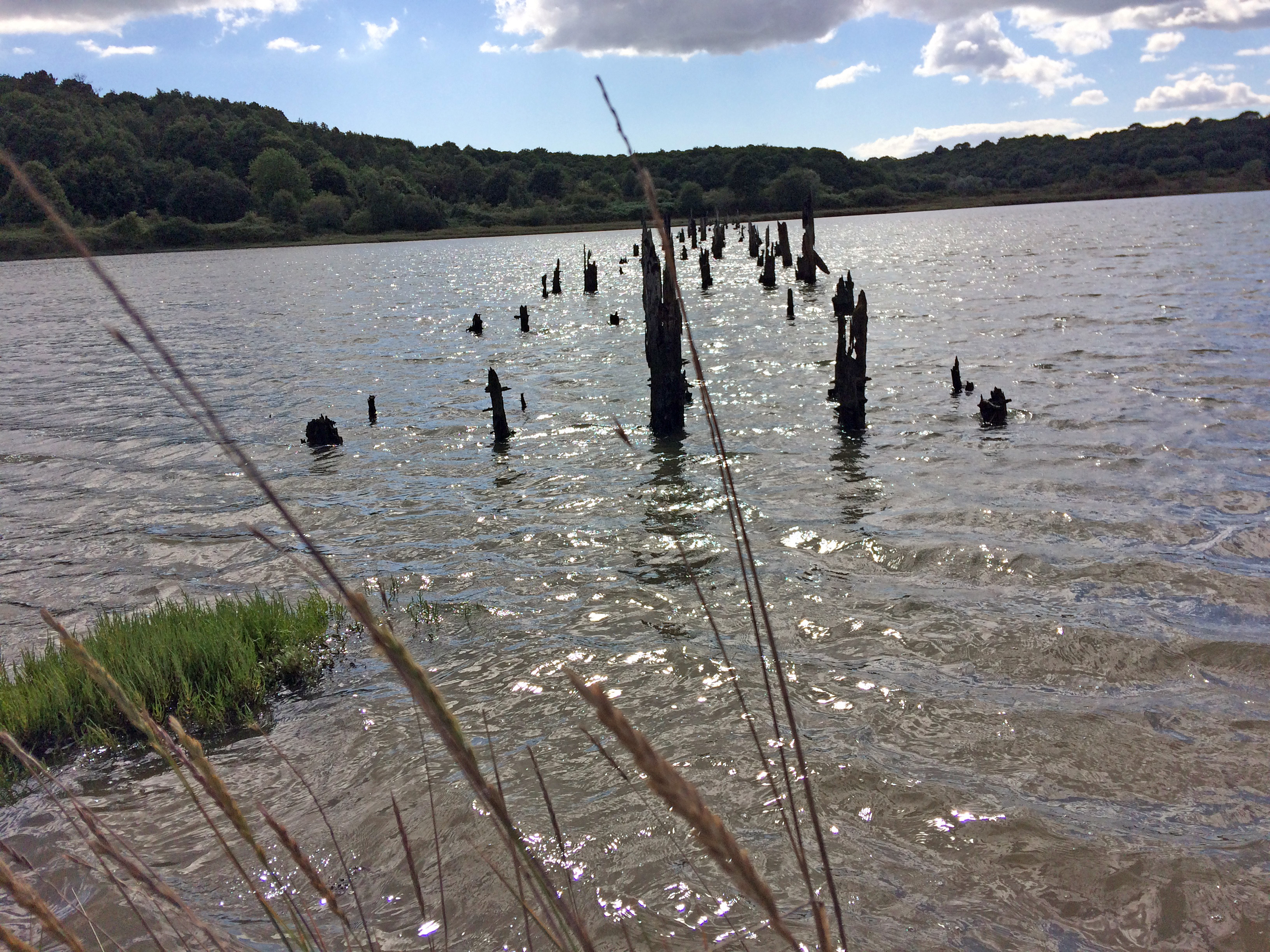
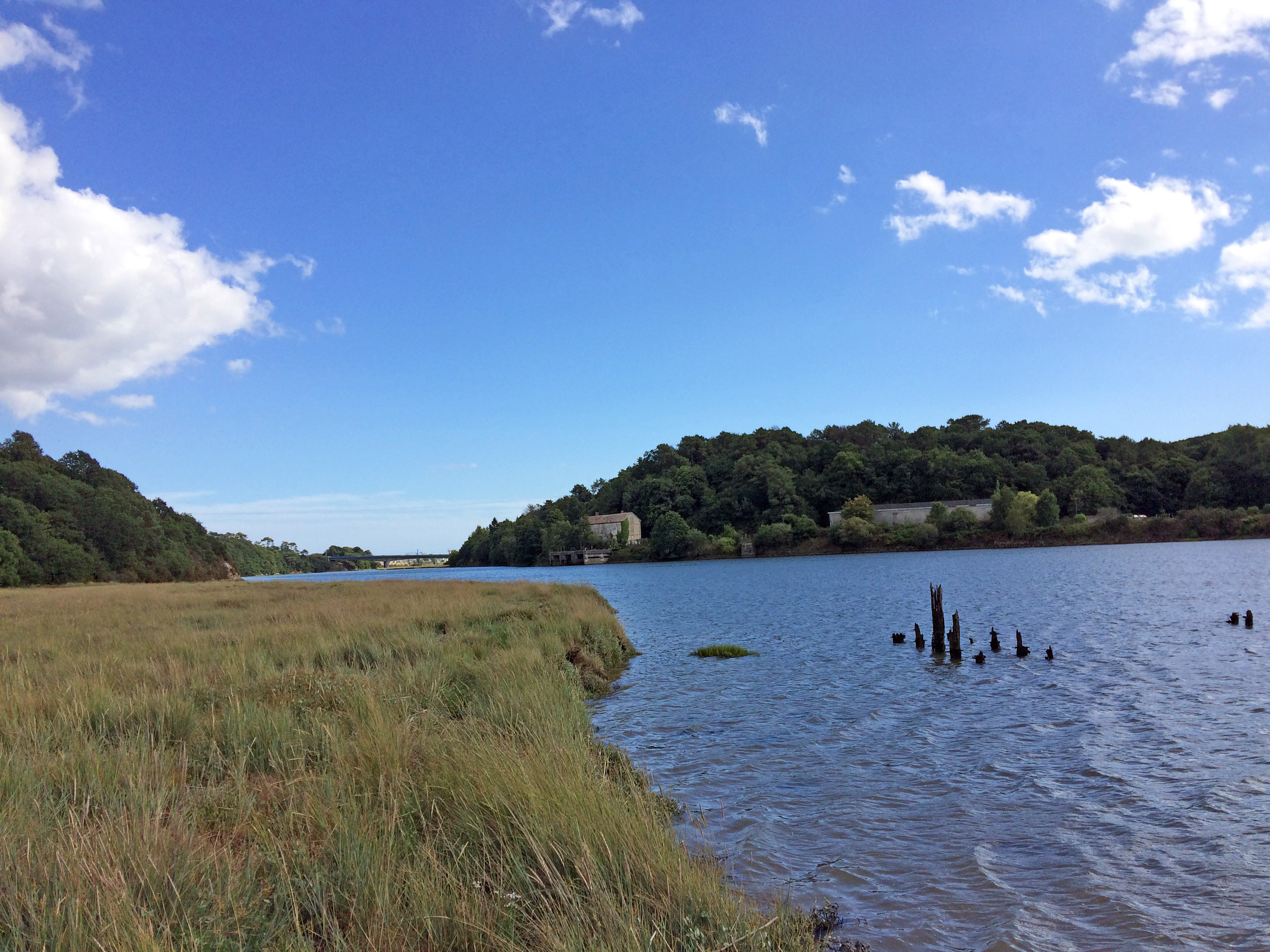

## Hydrologie

### Le Scorff à Plouay (Pont-Kerlo)
Le Scorff présente à Pont-Kerlo en Plouay une surface de bassin versant de 300 km2 (soit environ 60 % de la totalité de son bassin versant à son embouchure dans la rade de Lorient) et son débit moyen inter annuel ou module est de 5,02 m3/s. Son débit mensuel varie entre 10,1 m3/s en période de hautes eaux en hiver et 1,36 m3/s à l'étiage en été (voir histogramme). Les fluctuations de son débit sont bien plus importantes sur de plus courtes périodes.
Le débit maximal journalier est de 93,00 m3/s (valeur mesurée le 15 février 1974) et le débit minimum sur trois jours consécutifs est de 0,111 m3/s (valeur mesurée entre les 29 et 31 août 1976 lors  de la sécheresse historique).

### Lame d'eau
La lame d'eau écoulée dans son bassin versant est de 530 millimètres annuellement, valeur assez élevée comparable à celle des bassins versants voisins et qui s'explique en partie par l'abondance des précipitations sur son bassin versant. Celles-ci avoisinent les 1 100 mm/an dans le nord du bassin et diminuent graduellement vers le sud pour n'y atteindre que 900 mm/an dans la région de son estuaire.

## Histoire

### Pêcheries et moulins

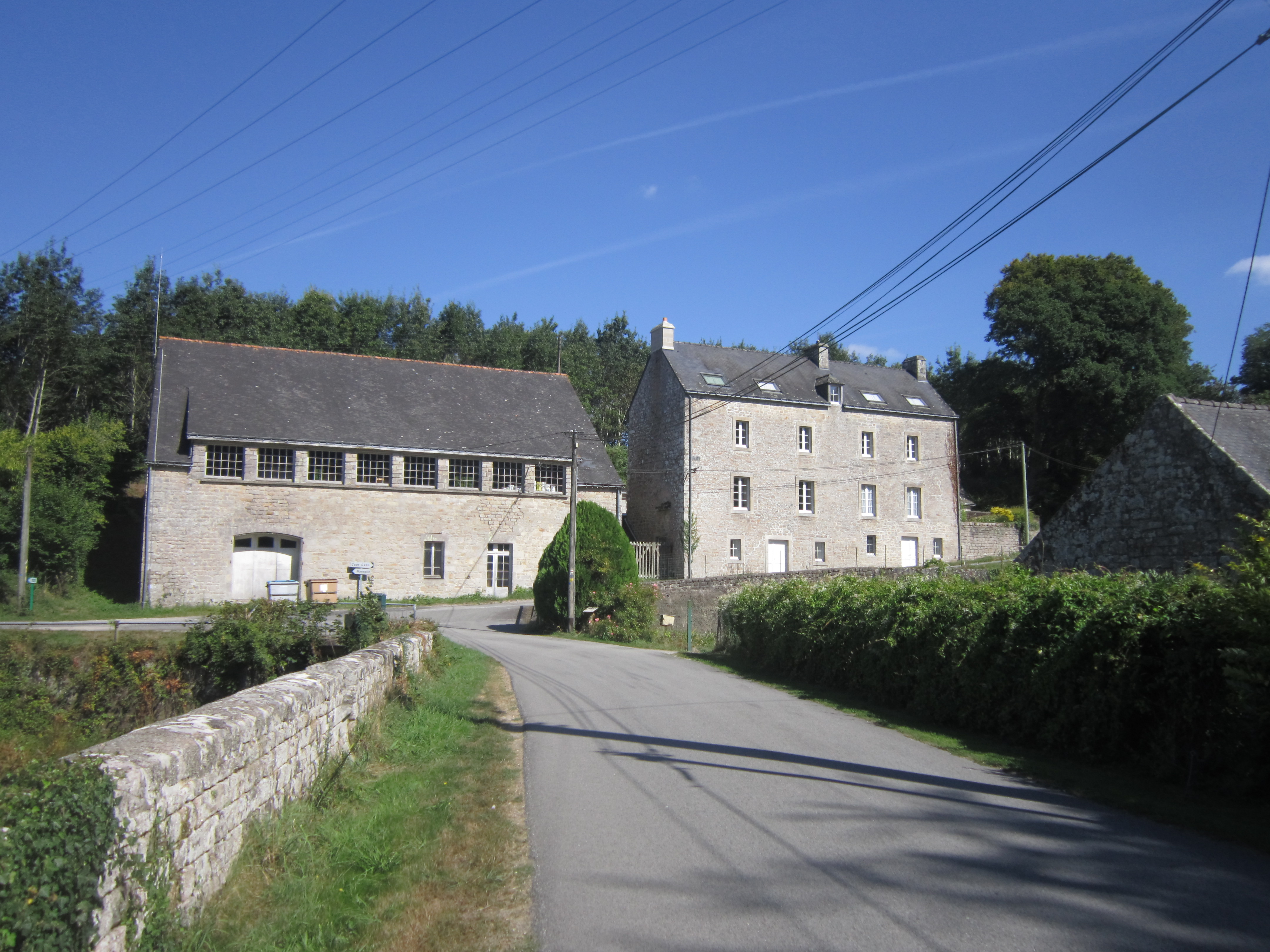
Les anciennes forges de Pontcallec.

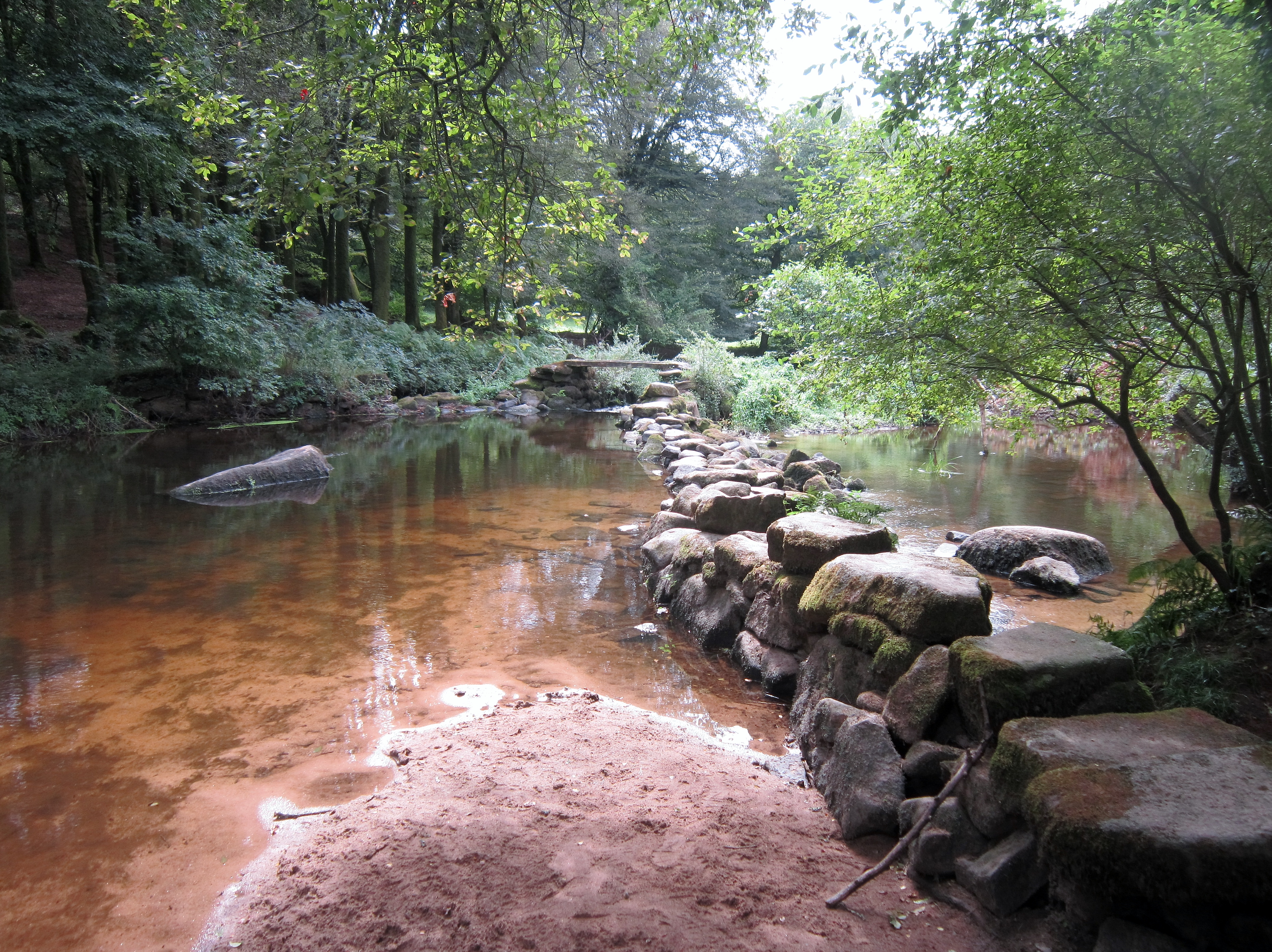
La pêcherie (gored) de Coscodo sur le Scorff à la limite des communes de Berné et d'Inguiniel.

Les poissons ont longtemps constitué une ressource alimentaire importante pour les habitants du voisinage ; une quarantaine de pêcheries constituées par des barrages à poissons (gored en breton) ont été identifiées le long du Scorff, permettant notamment la pêche des poissons migrateurs (saumons, anguilles). La pêcherie était constituée de digues (sluc'h) et de piles maçonnées formant un goulot d'étranglement dans le lit du cours d'eau et reliées entre elles par des passerelles en bois surlesquelles on fixait des filets et qui permettaient aussi de passer d'une rive à l'autre. La nuit, lors des crues d'automne, les anguilles descendaient le Scorff et les pêcheurs se relayaient pour relever les nasses (ou "guideaux") ; plusieurs dizaines de kilos de poissons pouvaient être pêchés certaines nuits. Ces pêcheries déclinèrent après la Révolution française et la suppression des seigneuries ; après 1870 les autorisations d'exploitation se firent plus rares, mais certaines fonctionnèrent jusqu'à la Seconde Guerre mondiale, par exemple celle de Fanquigo en Plouay.
La force hydraulique du Scorff était utilisée pour faire fonctionner de nombreux moulins à eau (moulins à tan ou à céréales) établis tout au long du Scorff et de ses affluents. Les forges de Pontcallec, construites juste en aval de l'étang de Pontcallec, sur la Rivière de Pontcallec, ne fonctionnèrent qu'entre 1824 et 1837.

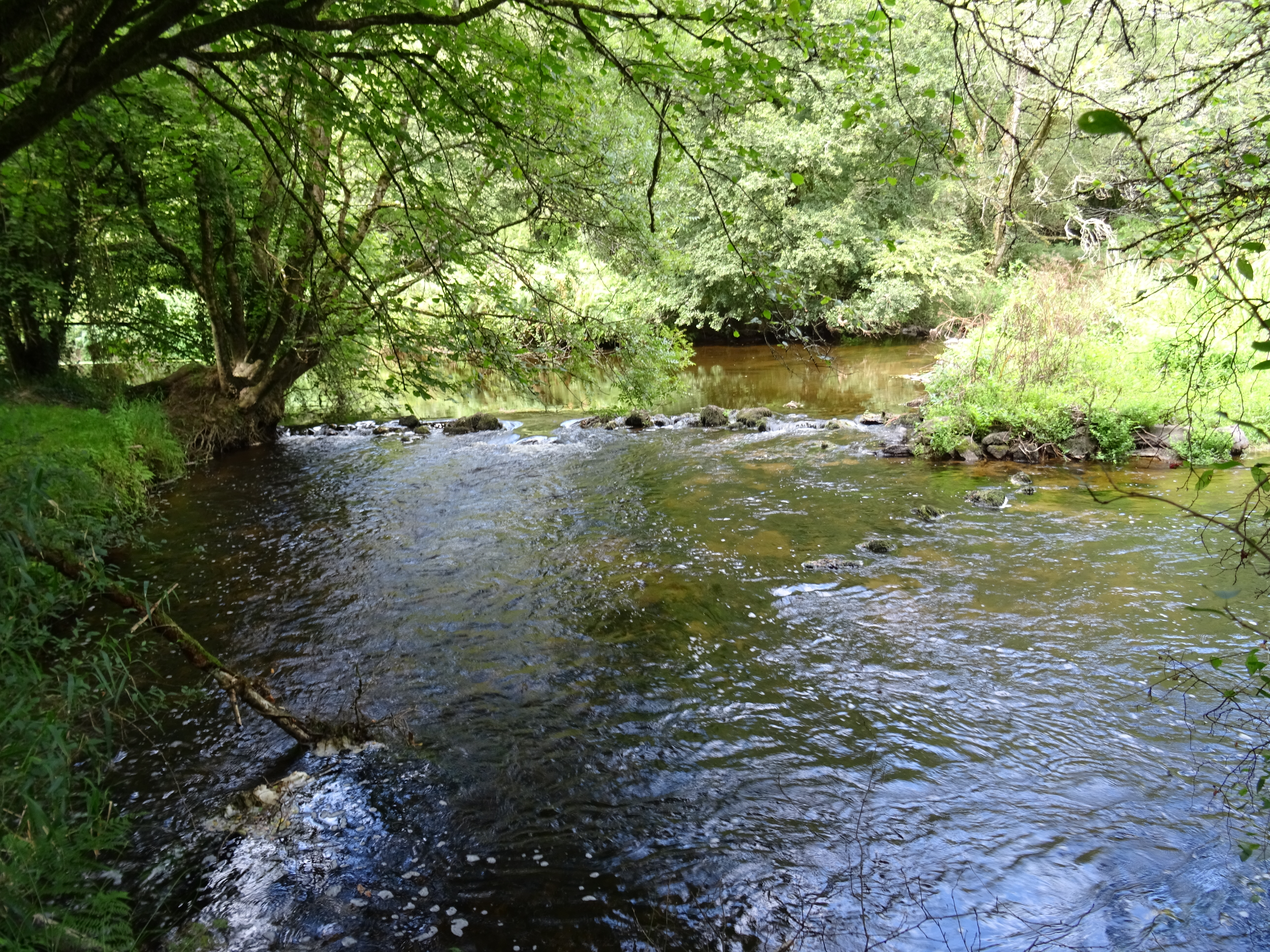
Ancienne pêcherie (gored) sur le Scorff entre Pont Kerlo et le moulin du Roc'h (limite Arzano-Plouay).
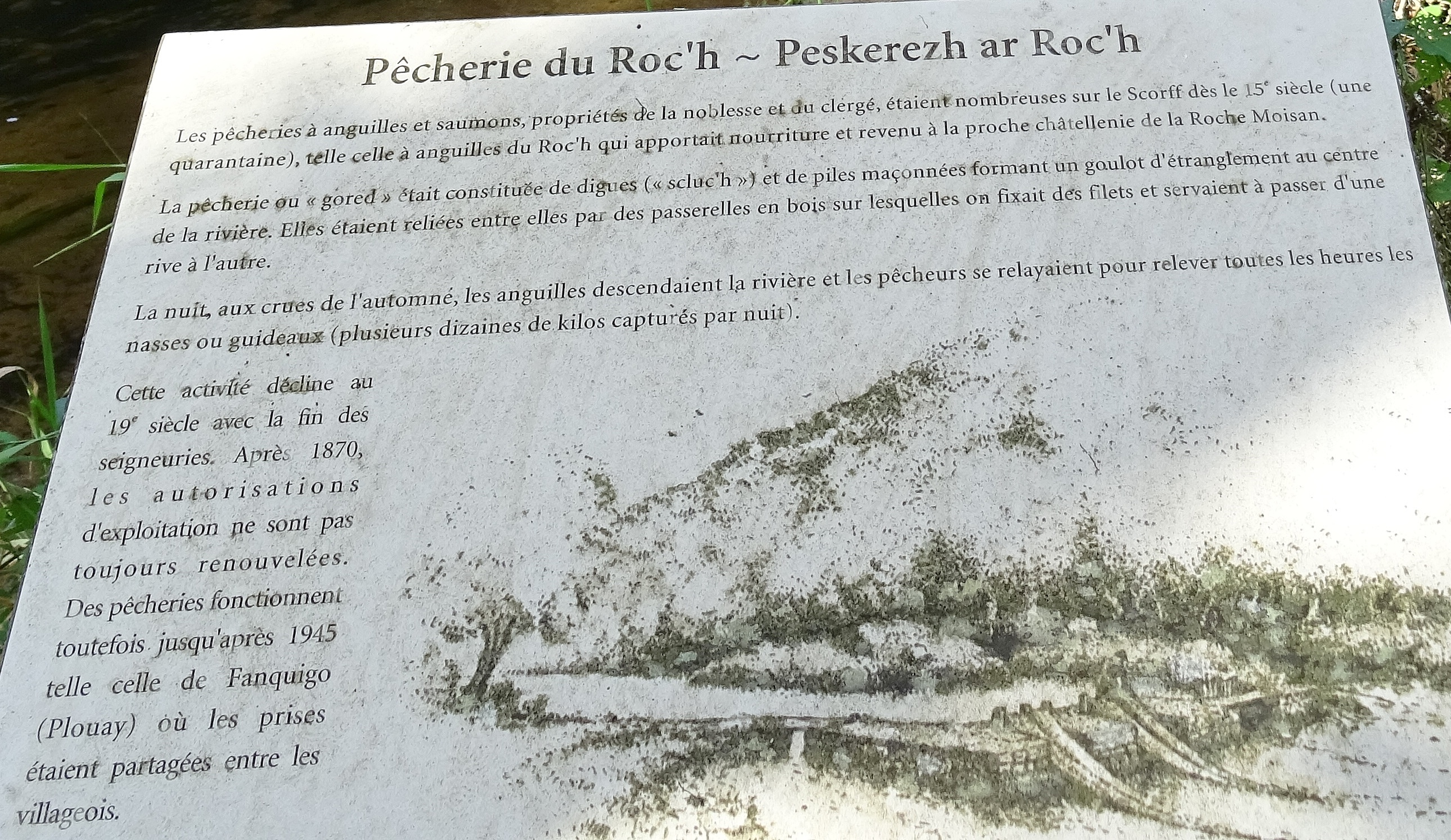
Panneau d'information touristique de l'ancienne pêcherie à anguilles (gored) du Roc'h sur le Scorff (limite Arzano-Plouay).

## Faune
La rivière est classée sur la totalité de son cours en première catégorie pour la pêche en rivière. On y trouve des poissons d'eau vive : la truite fario mais aussi le  vairon, le  chabot, la  loche, le goujon . Des saumons atlantique remontent également le Scorff pour se reproduire.

## Flore
La flore subaquatique est assez diversifiée avec par exemple sur les radiers  du  cours  médian selon Haury (en 1994) des batrachiides qui dominent les communautés de plantes aquatiques à fleurs avec Ranunculus penicillatus ssp., penicillatus,  Callitriche hamulata, Callitriche  obtusangula,  Callitriche  platycarpa), une myriophyllides (Myriophyllum alterniflorum), une magnopotamide  (Potamogeton alpinus), accompagnées de lentilles (Lemna minor) et sur les bords et les hauts-fonds de phragmitides (Phalaris arundinacea) et oenanthides (Oenanthe crocata). 

Plus près des berges on trouvera une typologie végétale de cressonnière avec notamment Apium  nodiflorum. 
Haury  et  al. en 2006 ont aussi relevé parmi les algues filamenteuses poussant sur les roches des hildenbrandides (Hildenbrandia  sp.)  et  des lemanéides (Lemanea  gr. fluviatile) ou des vauchérides dans le périphyton (Vaucheria sp.). 
Parmi les bryophytes on peut observer des fontinalides (Fontinalis antipyretica et  Fontinalis squamosa), des amblystégides (Amblystegium riparium, Amblystegium fluviatile et Rhynchostegium riparioides), des scapanides (Scapania undulata, Chiloscyphus polyanthus, Scapania undulata, Porella pinnata) ainsi qu'une aneuride (Riccardia multifida).

## Tourisme et loisirs
La vallée de Pontcallec est un site prisé des promeneurs et des kayakistes. La rivière coule sur une distance de 6 km au fond d'une gorge entre deux coteaux escarpés et boisés. Une route, la départementale 110, longe le cours de la rivière et permet de découvrir ses rapides. Ceux-ci constituent un des spots les plus réputés de Bretagne pour la pratique des sports d'eau vive avec ceux de la rivière Ellé aux Roches du Diable  distants de seulement quelques kilomètres.

## Homonymie
Le Scorff (aviso) est un aviso-transport, long de 63,70 mètres, mis en service en 1883 qui navigua principalement dans l'océan Indien (par exemple le 17 mai 1884 il est signalé partant de Toulon pour Madagascar avec 115 hommes d'équipage et 302 militaires) et l'océan Pacifique (il fut affecté à Tahiti à partir de 1886) et fut désarmé en 1898 à Rochefort.